# Jordan Caron
Jordan Caron, född 2 november 1990, är en kanadensisk professionell ishockeyspelare som spelar för St. Louis Blues i National Hockey League (NHL). Han har tidigare spelat på NHL-nivå för Boston Bruins och Colorado Avalanche och på lägre nivåer för Providence Bruins i AHL och Océanic de Rimouski och Huskies de Rouyn-Noranda i LHJMQ.
Caron draftades i första rundan i 2009 års draft av Bruins som 25:e spelare totalt.

## Statistik

### Klubbkarriär
| 2005–2006    | Notre Dame Hounds Midget AAA | SMHL         | 35  | 8   | 16  | 24  | 32  | —  | —  | —  | —  | —  |
| 2006–2007    | Océanic de Rimouski          | LHJMQ        | 59  | 18  | 22  | 40  | 41  | —  | —  | —  | —  | —  |
| 2007–2008    | Océanic de Rimouski          | LHJMQ        | 46  | 20  | 23  | 43  | 42  | 9  | 3  | 1  | 4  | 18 |
| 2008–2009    | Océanic de Rimouski          | LHJMQ        | 56  | 36  | 31  | 67  | 66  | 13 | 6  | 5  | 11 | 16 |
| 2009–2010    | Océanic de Rimouski          | LHJMQ        | 20  | 9   | 11  | 20  | 8   | —  | —  | —  | —  | —  |
|              | Huskies de Rouyn-Noranda     | LHJMQ        | 23  | 17  | 16  | 33  | 16  | 11 | 7  | 11 | 18 | 15 |
| 2010–2011    | Boston Bruins                | NHL          | 23  | 3   | 4   | 7   | 6   | —  | —  | —  | —  | —  |
|              | Providence Bruins            | AHL          | 47  | 12  | 16  | 28  | 16  | —  | —  | —  | —  | —  |
| 2011–2012    | Boston Bruins                | NHL          | 48  | 7   | 8   | 15  | 14  | 2  | 0  | 0  | 0  | 0  |
|              | Providence Bruins            | AHL          | 17  | 4   | 9   | 13  | 10  | —  | —  | —  | —  | —  |
| 2012–2013    | Boston Bruins                | NHL          | 17  | 1   | 2   | 3   | 4   | —  | —  | —  | —  | —  |
|              | Providence Bruins            | AHL          | 47  | 11  | 7   | 18  | 38  | 12 | 2  | 7  | 9  | 10 |
| 2013–2014    | Boston Bruins                | NHL          | 35  | 1   | 2   | 3   | 36  | 7  | 1  | 0  | 1  |    |
| 2014–2015    | Boston Bruins                | NHL          | 11  | 0   | 0   | 0   | 16  | —  | —  | —  | —  | —  |
|              | Providence Bruins            | AHL          | 23  | 9   | 10  | 19  | 10  | —  | —  | —  | —  | —  |
|              | Colorado Avalanche           | NHL          | 19  | 0   | 0   | 0   | 2   | —  | —  | —  | —  | —  |
| NHL totalt   | NHL totalt                   | NHL totalt   | 153 | 12  | 16  | 28  | 78  | 9  | 1  | 0  | 1  | 4  |
| AHL totalt   | AHL totalt                   | AHL totalt   | 134 | 36  | 42  | 78  | 74  | 12 | 2  | 7  | 9  | 10 |
| LHJMQ totalt | LHJMQ totalt                 | LHJMQ totalt | 204 | 100 | 103 | 203 | 173 | 33 | 16 | 17 | 33 | 49 |